# Dode Linge
De Dode Linge, ook geschreven als Doode Linge, is het oorspronkelijke begin van de natuurlijke rivier de Linge, die in Tiel uit de Waal ontsprong. Toen de wetering vanuit Doornenburg bij Zoelen op de rivier werd aangesloten bleef dit deel over als een dode tak. De lengte is 3,2 kilometer, gerekend vanaf de gracht rond de oude binnenstad van Tiel.

## Verloop
De Dode Linge wordt vanuit de slotgracht van het oude Tiel, bij de splitsing van de straten Voor de Kijkuit en de Konijnenwal, gevoed. Een drijvend gemaal pompt het water uit de gracht, geautomatiseerd op basis van het gemeten waterpeil. Het water dat via deze tak naar de Linge stroomt gaat soms ondergronds, maar verder via smalle rechte sloten door de stad. Het passeert daarbij een handbediende stuw bij de Konijnenwal en een bij het Slachthuis, bij de J. D. van Leeuwenstraat. Vlak bij het station kruist de Dode Linge de spoorweg naar Elst. Ten noorden daarvan stroomt het water door vijverachtige waterpartijen. Vervolgens stroomt het water onder de A15 en de parallelle Betuweroute door, passeert een geautomatiseerde stuw en verlaat daarna de bebouwde kom van Tiel. Ten noorden van deze passage stroomt het riviertje langs boomgaarden en enkele huizen. Even verder mondt bij Zoelen, uit noordoostelijke richting, de Lingewetering vanuit Doornenburg uit in de overgang van de Dode Linge in de oorspronkelijke Linge.

## Geschiedenis
Vroeger was de Linge een natuurlijke vertakking van de Waal, die bij Gorinchem in de Merwede uitmondde. In 1304 werd deze rivier in Tiel afgedamd vanwege wateroverlast, met name in de binnenstad van Gorinchem, en hoge watertoevoer vanuit de Waal. Later werd tussen Doornenburg en Zoelen een wetering (een soort kanaal) gegraven en kon vanuit het Pannerdensch Kanaal water gecontroleerd worden aangevoerd om vanaf daar de rest van de Linge te voeden. Door de afdamming in Tiel verzorgde dit deel van de rivier niet langer de aanvoer van water, het werd een zogenoemde "dode tak". Zo ontstond de aanduiding Dode Linge. Tegenwoordig ontvangt het riviertje water vanuit de slotgrachten van Tiel en door een aantal kleine stuwen is de stroming gering. In de winter is dat 3,34 m³ per uur, in de zomer kan dat licht worden verhoogd om zuurstofgebrek en algengroei in de waterloop tegen te gaan.

## Geologie
De Dode Linge stroomt voornamelijk door de rivierklei-rijke grond van de Betuwe.

## Geografie
De plaatsen die aan de Dode Linge liggen zijn Tiel en Zoelen.